# Pares i fills
Pares i fills és una novel·la de l'escriptor rus Ivan Turguénev, escrita l'any 1860 i publicada el 1862. El tema principal del llibre són les diferències intergeneracionals en la societat russa de la segona meitat del segle xix. Turguénev para especial atenció al desfasament d'opinions, ideologies i posicions polítiques entre els protagonistes i els seus pares.

## Argument
Arkadi i Basàrov són dos joves acabats de graduar a la universitat que es prenen unes vacances a la hisenda dels Kirsànov, la família d'Arkadi, a Marino. Allà els esperen Nikolai i Pàvel, pare i oncle d'Arkadi respectivament. Durant la seva absència, Nikolai ha tingut un fill amb una dona del servei, Fènitxka, amb qui conviu sense casar-s'hi.
Basàrov es mostra crític amb la manera amb què els Kirsànov administren les terres i, en general, amb les idees sobre l'alliberament dels serfs i les reformes agràries: els troba com una reminiscència antiga que la nova societat russa ha superat. El tarannà desapassionat i sarcàstic de Basàrov, i sobretot el seu nihilisme, xoquen amb els costums de Pàvel, un antic militar amb aires aristocràtics, amb qui discuteix sovint sobre temes com la política i la ciència i la poesia.
Un parent llunyà d'Arkadi en una ciutat de prop fa que els dos joves abandonin Marino. A la ciutat, es troben amb Kukxina, feminista emancipada que organitza tertúlies amb homes més joves, així com amb Sítnikov, un dels buròcrates inútils de l'administració russa. També coneixen Odíntsova, una bella vídua sis anys més gran que ells, de qui tots dos s'enamoren de seguida: accepten la invitació d'anar a Nikòlskoe, a mig camí d'aquella ciutat i de la casa de Basàrov, a la propietat de la dona.
Instal·lats a Nikòlskoe, coneixen Kàtia, germana petita d'Odíntsova i amb qui Arkadi fa una bona amistat. Per la seva banda, Basàrov i Odíntsova estableixen una relació amorosa platònica; aquest amor fa trontollar l'amistat entre Arkadi i Basàrov. Tanmateix, Odíntsova fa entendre tàcitament a Basàrov que la relació no té gaire futur, així que el noi acaba marxant de Nikòlskoe amb Arkadi camí de les terres dels pares de Basàrov.
Els pares del jove s'alegren extremament de l'arribada de llur fill, ja que feia tres anys que no el veien. Malgrat això, el caràcter esquerp, irònic i independent de Basàrov rebutja tantes mostres d'exultació i, finalment, al cap de poc d'haver-hi arribat, tots dos amics abandonen aquelles propietats. Pel camí s'aturen breument a Nikòlskoe, on no són gaire ben rebuts per Odíntsova, de manera que se'n tornen a la hisenda d'Arkadi. Allà, l'amistat entre tots dos acaba d'esquerdar-se, així que Arkadi, sense avisar Basàrov, se'n torna a casa d'Odíntsova, ja que durant aquell temps s'havia adonat que estava realment enamorat de Kàtia. Arkadi li demana de casar-se, proposició que Kàtia accepta.
Basàrov, per la seva banda, segueix discutint amb Pàvel de tant en tant, tot i que molt menys que la primera vegada. A causa de la malenconia que li ha provocat la relació frustrada amb Odíntsova, Basàrov flirteja amb Fènitxka, fins al punt de fer-li un petó, malgrat que ella el rebutja. Pàvel presencia l'escena i, creient que ha maculat l'honor dels Kirsànov, el repta a un duel, durant el qual Basàrov fereix a la cama Pàvel. Després de l'incident, Basàrov abandona la casa d'Arkadi per tornar a la seva, mentre que Pàvel, un cop recuperat de la ferida, renuncia al seu amor secret per Fènitxka i insta el seu germà Nikolai a casar-s'hi per tal de regularitzar la situació de tots dos.
Abans d'arribar a casa seva, Basàrov visita Odíntsova, que encara l'afligeix més. També parla amb Arkadi, a qui li explica el duel amb el seu oncle i beneeix el casament amb Kàtia. Tots fan les paus i, en acabat, s'acomiaden per sempre. A casa seva, Basàrov encara es torna més melangiós i comença a practicar la medicina, la seva professió. Durant l'autòpsia d'un camperol, es fa una ferida que li encomana el tifus. Abans de morir, Odíntsova s'acomiada d'ell.

## Personatges principals
- Eugeni Vasilièvitx Basàrov: nihilista i estudiant de medicina. Com a nihilista, és el mentor d'Arkadi i un opositor a les idees liberals dels germans Kirsànov i de les creences tradicionals de la Rússia ortodoxa dels seus propis pares.
- Arkadi Nikolàievitx Kirsànov: acabat de graduar a la Universitat de Sant Petersburg i amic de Basàrov. És també un nihilista, sobretot a causa de la influència de Basàrov.
- Nikolai Petròvitx Kirsànov: pare d'Arkadi, terratinent i demòcrata liberal.
- Pàvel Petròvitx Kirsànov: germà de Nikolai i burgès amb pretensions aristocràtiques. Està orgullós del seu refinament però, com el seu germà, és un reformista i, malgrat que pot tolerar el nihilisme, no pot sofrir Basàrov.
- Vasili Ivànovitx Basàrov: pare de Basàrov, cirurgià retirat de l'exèrcit, és un petit terratinent amb serfs. Té una bona educació, però l'isolament rural el deixa fora de les idees modernes, com a molts altres personatges. Es manté ferm, doncs, en les formes tradicionals, sobretot pel que fa a la devoció religiosa i al seu fill Eugeni.
- Arina Vlasevna Basàrova: mare de Basàrov, és una dona molt tradicional, de l'estil de l'aristocràcia moscovita del segle xv. Seguidora fidel del cristianisme ortodox, estima profundament el seu fill, el qual l'aterreix a causa del seu rebuig i les seves idees.
- Anna Serguievna Odíntsova: vídua rica que entreté els dos amics nihilistes durant la seva estada.
- Katerina (Kàtia) Sergeievna Lokteva: germana petita d'Anna. Viu còmodament a les terres de la germana, tot i que no hi té gaire confiança i que està sempre sota la seva ombra. La timidesa fa que l'amor amb Arkadi trigui a cristal·litzar.
- Feodòsia (Fenitxka) Nikolàievna: filla del majordom de Nikolai, de la qual Nikolai s'enamora i té un fill fora de matrimoni. A causa de la diferència de classes i del matrimoni anterior de Nikolai, i dels valors tradicionals, el casament entre tots dos és molt difícil.
- Víktor Sítnikov: amic de Basàrov, pompós i populista i, com Arkadi, molt influenciat per Basàrov.
- Avdòtia (Evdòksia) Nikítixna Kúkxna: dona emancipada que viu a la ciutat de X. Tot i la seva independència, és excèntrica i incapaç de realitzar els ideals protofeministes.

## Emoció humana i amor com a redempció
El nihilisme de Basàrov s'ensorra davant de les emocions humanes, sobretot per l'amor amb Anna Odíntsova. El nihilisme no explica el dolor que l'amor no correspost li causa, cosa que el desespera perquè no sap com fer-hi front. Basàrov retorna a la casa pairal després que Odíntsova el refusi, i es queixa a Arkadi que: «ells, veus?, parlo dels meus pares, estan absorbits i no es preocupen de llur pròpia petitesa, no els repugna... mentre que jo... jo... no sento sinó avorriment i enuig.»
També hi ha l'enigmàtica Anna Odíntsova, una bella jove d'origen humil que viu folgadament gràcies a haver enviduat d'un marit ric i que representa la noblesa acomodada de la Rússia d'aleshores, mandrosa i somniadora. És, com Basàrov, una figura complexa i paradoxal: aparentment contenta amb la seva vida despreocupada, Anna se sent atreta per l'intel·ligent Basàrov, brusc i heterodox. Ella comença a seduir-lo gairebé sense adonar-se'n, i molt de mica en mica es va revelant el seu amor. En la intimitat del seu estudi, Anna li confessa que ella és molt infeliç i que no té ganes de continuar, que desitja una relació forta i que «a mi em cal tot o res. La vida per la vida. Pren la meva, dona'm la teva, i això sense recança, sense vacil·lació. I si no és així, no vull res». Tanmateix, després que tot seguit Basàrov confessa el seu amor, Odíntsova el rebutja de totes totes. Això la tortura a ella, perquè pot haver perdut una oportunitat d'amor genuí, malgrat que acaba concloent que aquesta relació la podria haver dut cap a la perdició.
Així, Turguénev mostra la felicitat tradicional de Nikolai i Arkadi en el casament, mentre que Basàrov i Anna es dediquen a la gestió de les terres per oblidar la desesperació i la vida còmoda sense amor. El moment de major conflicte de Basàrov amb la generació anterior té lloc durant el duel amb Pàvel. Finalment, Turguénev també refuta el principi nihilista de la insignificança de Basàrov, és a dir, que res no roman després de la mort: després d'abandonar i tornar amb els seus pares, Bàsarov mor de tifus.